# Duly Brutus
Duly Brutus ist ein haïtianischer Diplomat und Politiker. Er war vom 2. April 2014 bis zum 27. April 2015 Außenminister seines Landes.

## Politisches Wirken
Als politisch engagierter Mensch und Mitglied der demokratischen PANPRA Partei, die in Opposition zu Präsident Aristide stand, wurde Brutus im Juli 1995 für kurze Zeit inhaftiert. Er wandte sich nach verschiedenen Morddrohungen an die Botschaft der Vereinigten Staaten, um sicher ins Exil gehen zu können. Nach dem Ende der Operation Uphold Democracy, mit der die Vereinten Nationen unter Führung der Vereinigten Staaten von September 1994 bis März 1995 zur Sicherung der Ordnung in Haiti eingeschritten waren, zeigte die Botschaft wenig Neigung, sich erneut zu engagieren. Mit Unterstützung durch das US-Verteidigungsministerium gelang es Brutus jedoch, Geleit zum Flughafen von Port-au-Prince zu erlangen. Die Vorgänge waren im April 1996 Gegenstand einer Anhörung im US-Kongress.
Im November 2004 wurde Brutus von dem kommissarisch amtierenden Präsidenten Boniface Alexandre im Rang eines Botschafters zum Ständigen Vertreter Haitis bei der Organisation Amerikanischer Staaten (OAS) in Washington, D.C. gemacht, nachdem er die Vertretung seines Landes bereits ein gutes halbes Jahr als Geschäftsträger interimistisch geleitet hatte.
Im April 2014 wurde Brutus vom Ständigen Rat der OAS nach zehn Jahren verabschiedet. Das Generalsekretariat der OAS würdigte das Wirken von Brutus mit den Worten: „Sein Wissen ... über die Regierung und die Menschen seines Landes hat allen Mitgliedern der Freundesgruppe [Haitis] geholfen, das politische System, den Verfassungsprozess und das Wahlsystem Haitis besser zu verstehen und die Ereignisse in Haiti genauer nachzuvollziehen.“
Bereits am 2. April 2014 war er als Nachfolger von Pierre-Richard Casimir in das Amt des Außenministers im Kabinett Laurent Lamothe unter der Präsidentschaft von Michel Martelly eingeführt worden.
Im Januar 2015 nahm Brutus an einer Sondersitzung des Sicherheitsrats der Vereinten Nationen teil, in der es um die politische Lage in Hait ging. Er warb dafür, die von Präsident Martelly angesichts sich steigernder Unruhen im Land vorgenommene Regierungsumbildung zu akzeptieren.
Brutus kündigte Anfang April 2015 seinen Rücktritt an, um bei den Präsidentschaftswahlen am 25. Oktober des Jahres zu kandidieren. Präsident Martelly und Premierminister Paul unterstützten die Kandidatur, stimmten dem Rücktritt als Außenminister jedoch nur zu, nachdem eine Reihe wichtiger Aufgaben erledigt waren. So reiste Brutus am 9. April mit Martelly nach Jamaika zu einem Treffen der Staatsoberhäupter der Karibischen Gemeinschaft (Caricom) mit US-Präsident Barack Obama. Am 10. und 11. April leitete er eine hochrangige Delegation zu einem Gipfeltreffen der amerikanischen Staaten in Panama-Stadt, einem historischen Moment, der die Rückkehr von Kuba in diese große Gemeinschaft nach 50 Jahren des Ausschlusses bedeutete. Ferner war eine Reihe von Kooperationsabkommen mit der Dominikanischen Republik angesichts politischer Spannungen zwischen den Nachbarstaaten zu finalisieren und zu unterzeichnen. Brutus trat als einer von 56 Kandidaten bei der Wahl für das Consortium National des Partis Politiques Haitiens ohne Erfolg an.